# Trachythecium hebridense
Trachythecium hebridense là một loài Rêu trong họ Hypnaceae. Loài này được (Dixon) W. Schultze-Motel miêu tả khoa học đầu tiên năm 1973.